# Lidl
Lidl Stiftung & Co. KG је немачки ланац супермаркета са седиштем у Некарсулму. Има преко 12.000 продавница широм Европе и САД. Налази се у власништву Schwarz Gruppe, под којом такође послује и ланац хипермаркета Kaufland.
Првих шеснаест маркета у Србији отворено је 11. октобра 2018. године. Lidl у Србији има укупно 57 продавница: 16 у Београду, 6 у Новом Саду, 2 y Крушевцу, Крагујевцу, Панчеву, Суботици, Нишу и Зрењанину и по једну у Пироту, Лесковцу, Смедереву, Бору, Шапцу, Ужицу, Сомбору, Вршцу, Инђији, Јагодини, Кикинди, Бечеју, Чачку, Врбасу, Параћину, Сремској Митровици, Лозници, Горњем Милановцу, Апатину, Пожаревцу, Новој Пазови, Зајечару, Бачкој Паланци, Ваљеву, Новом Пазару и Врању.

## Пословање
послује у свим земљама Европске уније, као и у САД, Србији, Уједињеном Краљевству и Швајцарској. У свим овим земљама садржи заједно oкo 12.000 појединачних продавница. Дана 11. октобра 2018. отворени су први Lidl маркети у Србији.